# Lincoln (Kalifornien)
Lincoln ist eine Stadt im Placer County im US-Bundesstaat Kalifornien mit 49.757 Einwohnern (Stand: 2020).
Lincoln wurde im Jahr 1859 von Theodore D. Judah gegründet. Die Stadt ist zu Ehren von Charles Lincoln Wilson, einem der Direktoren der Eisenbahngesellschaft California Central, benannt.